# 1er Queens
Circonscription électorale provinciale du Canada
1er Queens était une circonscription électorale dans la province canadienne de l'Île-du-Prince-Édouard, qui élisait deux membres à l'Assemblée législative de l'Île-du-Prince-Édouard de 1873 à 1996.

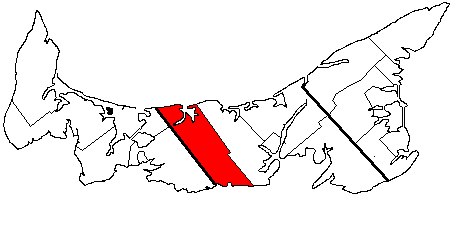
Carte démontrant la circonscription électorale de 1er Queens

Le district contenait la partie ouest du comté de Queens.

## Membre de l'Assemblée législative
Membre de l'Assemblée législative

### Deux membres de 1873 à 1893
|  | Années    | Membre                        | Parti        |
|  | --------- | ----------------------------- | ------------ |
|  | 1873      | Peter Sinclair (père)         | Libéral      |
|  | 1873-1886 | William Campbell              | Conservateur |
|  | 1886-1891 | James M. Sutherland           | Libéral      |
|  | 1891-1893 | Alexander Bannerman Warburton | Libéral      |

|  | Années    | Membre                | Parti        |
|  | --------- | --------------------- | ------------ |
|  | 1873-1879 | W. D. Stewart         | Libéral      |
|  | 1879-1883 | Donald Cameron        | Conservateur |
|  | 1882-1990 | Peter Sinclair (père) | Libéral      |

### Deux membres (député et conseiller) de 1893 à 1996

#### Député
|  | Années    | Membre                        | Parti        |
|  | --------- | ----------------------------- | ------------ |
|  | 1893-1898 | Alexander Bannerman Warburton | Libéral      |
|  | 1898-1900 | William Campbell              | Conservateur |
|  | 1900-1908 | Matthew Smith                 | Libéral      |
|  | 1908-1927 | Murdock Kennedy               | Conservateur |
|  | 1927-1931 | Peter Sinclair (fils)         | Libéral      |
|  | 1931-1935 | Thomas Wigmore                | Conservateur |
|  | 1935-1943 | Donald N. McKay               | Libéral      |
|  | 1943-1947 | Walter G. MacKenzie           | Conservateur |
|  | 1947-1951 | Frederic Large                | Libéral      |
|  | 1951-1955 | Frank Myers                   | Conservateur |
|  | 1955-1957 | W. F. Alan Stewart            | Libéral      |
|  | 1957-1970 | Frank Myers                   | Conservateur |
|  | 1970-1979 | Jean Canfield                 | Libéral      |
|  | 1979-1989 | Marion Reid                   | Conservateur |
|  | 1989-1996 | Marion Murphy                 | Libéral      |

#### Conseiller
|  | Années    | Membre                    | Parti        |
|  | --------- | ------------------------- | ------------ |
|  | 1893-1900 | Peter Sinclair            | Libéral      |
|  | 1900-1906 | George Simpson            | Libéral      |
|  | 1906-1908 | Murdock Kennedy           | Conservateur |
|  | 1908-1909 | Matthew Smith             | Libéral      |
|  | 1909-1912 | Cyrus W. Crosby           | Libéral      |
|  | 1912-1915 | John H. Myers             | Conservateur |
|  | 1915-1919 | Alexander J. McNevin      | Conservateur |
|  | 1919-1923 | Cyrus W. Crosby           | Libéral      |
|  | 1923-1927 | Alexander J. McNevin      | Conservateur |
|  | 1927-1931 | W. F. Allan Stewartl      | Libéral      |
|  | 1931-1935 | Walter G. MacKenzie       | Conservateur |
|  | 1935-1955 | W. F. Allan Stewartl      | Libéral      |
|  | 1955-1959 | Frederic Large            | Libéral      |
|  | 1959-1970 | Walter Russell Shaw       | Conservateur |
|  | 1970-1979 | Ralph Johnstone           | Libéral      |
|  | 1979-1993 | Leone Bagnall             | Conservateur |
|  | 1993-1996 | Catherine Sophia Callbeck | Libéral      |